# Awake Demos 1994
Awake Demos 1994 è un bootleg del gruppo musicale statunitense Dream Theater, pubblicato nel 2006 dalla YtseJam Records.

## Descrizione
Si tratta della quarta uscita appartenente al catalogo "Demo Series", e raccoglie alcune registrazioni, effettuate nel 1994, dei brani che avrebbero successivamente fatto parte di Awake.

## Tracce
1. Scarred – 11:17
2. 6:00 – 5:31
3. The Mirror – 10:15
4. Caught in a Web – 5:46
5. Erotomania – 6:33
6. Voices – 9:31
7. The Silent Man – 3:47
8. Lie – 5:05
9. Lifting Shadows Off a Dream – 6:14
10. Innocence Faded – 5:44
11. Space-Dye Vest – 7:20

## Formazione
Gruppo
- James LaBrie – voce
- Kevin Moore – tastiera
- John Myung – basso
- John Petrucci – chitarra
- Mike Portnoy – batteria

Produzione
- Mike Portnoy – produzione, registrazione, missaggio
- John Petrucci – produzione, registrazione, missaggio
- Kevin Moore – registrazione, missaggio
- Kieran Pardias – mastering